# Something's Got to Give
Something's Got To Give è un film incompiuto del 1962, diretto da George Cukor, rimasto celebre in quanto l'ultimo in cui ha recitato Marilyn Monroe.

## Trama

Marilyn Monroe nella celebre scena del bagno

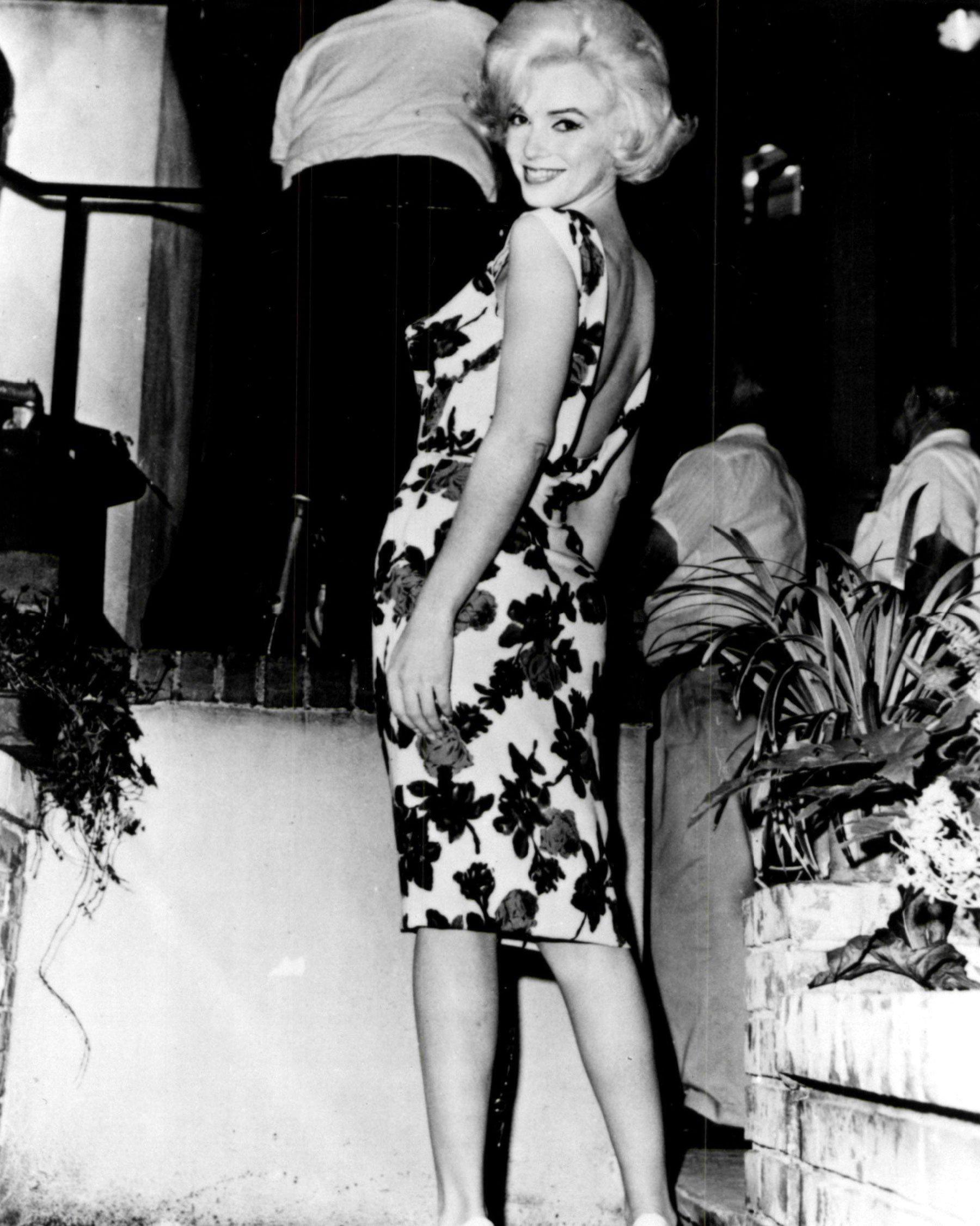
Marilyn Monroe sul set nel maggio 1962, tre mesi prima della morte

La fotografa Ellen Arden, madre di due bambini, scompare in mare e viene data per morta. Trascorsi cinque anni, il marito Nick si risposa con un'altra donna, Bianca Russell, ma intanto si scopre che Ellen è viva e vegeta e sta per tornare a casa. Accolta in un primo momento freddamente dai suoi bambini, che non riconoscono in lei la madre di un tempo, iniziano finzioni da parte dei vari protagonisti.

## Produzione

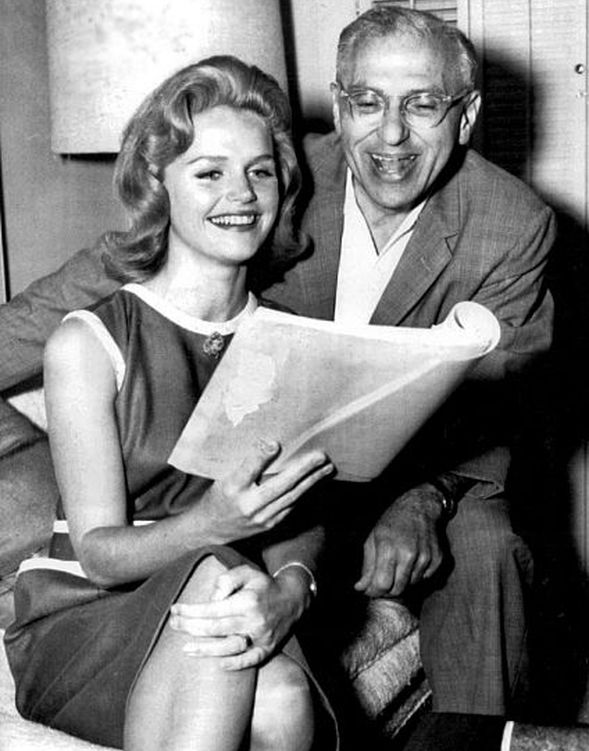
Lee Remick e il regista George Cukor nel giugno 1962

Le riprese avvennero allo Stage 14 dei 20th Century Fox Studios a Los Angeles.
Rifacimento della commedia Le mie due mogli (1940), le riprese del film vennero posticipate di alcuni mesi rispetto al previsto, per permettere alla protagonista Marilyn Monroe di riposarsi, e iniziarono il 23 aprile 1962.
Le condizioni di salute di Monroe non erano ottimali; si ammalò una prima volta allontanandosi dal set per cinque giorni, il 30 aprile, ma mostrava ancora segni evidenti di una cattiva condizione fisica.
Dopo il primo maggio, terza volta in cui non si fece vedere sul set, l'attrice venne licenziata e sostituita da Lee Remick, che in realtà non firmò mai alcun contratto per quel ruolo, poiché sarebbe stata tutta una montatura della stampa; per la parte furono prese in considerazione anche Kim Novak e Shirley MacLaine, ma entrambe rifiutarono. Le riprese non proseguirono e il film non fu mai portato a termine poiché Dean Martin si rifiutò di continuare senza la Monroe. La trama fu poi ripresa nel film Fammi posto tesoro (1963), con Doris Day e James Garner.
Divenne celebre la scena in cui Monroe nuota nuda nella piscina, che fece scandalo e conquistò la copertina di decine di riviste dell'epoca. Il bagno di Marilyn, come fu chiamato dai giornalisti, anticipò di poco tempo la notizia della morte dell'attrice.

## Recupero e ricostruzione
Nove ore di riprese inedite e parti sonore rimasero inutilizzate negli archivi della 20th Century Fox sino al 1989, quando vennero ritrovate dai produttori della Fox Entertainment News e assemblate in un documentario di un'ora intitolato Marilyn: Something's Got to Give, prodotto da Henry Schipper.
Dieci anni dopo, una parte di 37 minuti del documentario del 1989 venne distribuito con un nuovo titolo, Marilyn Monroe: The Final Days, prodotto dalla Prometeus Entertainment, trasmesso dal canale satellitare AMC il 1º giugno 2001, in occasione di quello che sarebbe stato il 75º compleanno di Monroe.